# Kanton Vitry-sur-Seine-Nord
Kanton Vitry-sur-Seine-Nord (fr. Canton de Vitry-sur-Seine-Nord) je francouzský kanton v departementu Val-de-Marne v regionu Île-de-France. Tvoří ho pouze severní část města Vitry-sur-Seine.